# Lingua romena

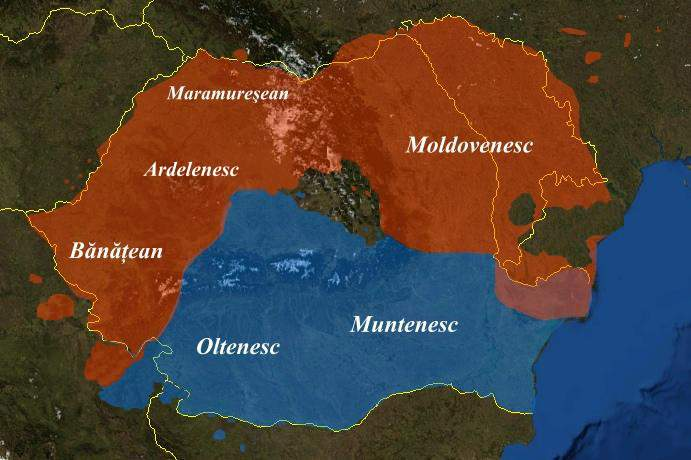
Dialetti principali del romeno

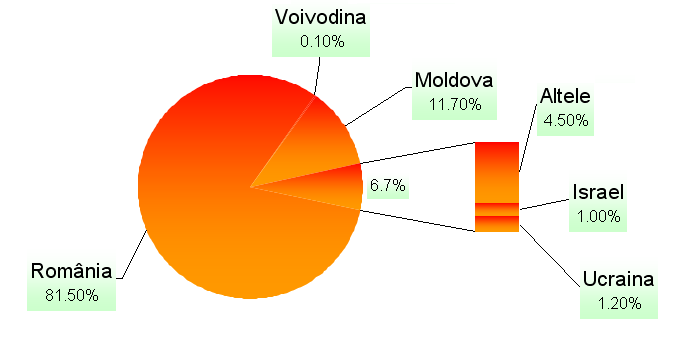
Distribuzione dei madrelingua romeni per luogo di nascita

La lingua romena o rumena, nota anche come dacorumeno (nome nativo limba română), è una lingua romanza balcanica appartenente al gruppo indoeuropeo.
Al 2022, è parlata da 24,1 milioni di parlanti totali.

## Distribuzione geografica
La lingua romena viene parlata in Romania, Moldavia e in diverse parti della Serbia, Bulgaria, Russia, Ucraina e Ungheria. Gran parte dei suoi parlanti sono madrelingua.
È inoltre parlata dalle comunità dell'emigrazione romena all'estero, in particolar modo in Italia e in Spagna; come pure in Francia, Stati Uniti e Canada.

### Lingua ufficiale
Il romeno è lingua ufficiale della Romania, della Moldavia e della provincia autonoma della Voivodina in Serbia.

## Varietà
Con la denominazione di lingua romena, s'intende solo una delle quattro varietà costituenti la famiglia linguistica romena.
Le lingue del gruppo romeno sono quattro: dacoromeno (o romeno), aromeno (o macedoromeno), meglenoromeno (o meglenitico) e istroromeno.
Il dacoromeno (dal nome della provincia romana della Dacia, corrispondente a una buona parte dell'attuale Romania) è lingua ufficiale di due stati, la Romania e la Repubblica di Moldavia. Le altre tre lingue, anche note per la loro posizione come lingue romene sub-danubiane, sono parlate come lingue minoritarie (più o meno riconosciute e tutelate) in varie aree dei Balcani: Grecia (meglenoromeno e aromeno), Albania (aromeno), Macedonia del Nord (meglenoromeno e aromeno), Bulgaria (meglenoromeno e aromeno), Turchia (meglenoromeno) e Croazia (istroromeno); in Romania, in particolare in Dobrugia, sul Mar Nero, esistono importanti colonie aromene e meglenoromene.
L'aromeno è l'unica lingua romena sub-danubiana relativamente alla quale si possa parlare di una forte coscienza linguistica, per la quale esistano tentativi seri di normativizzazione e che possa vantare una certa tradizione letteraria; per questo e per la notevole differenza strutturale di questo idioma rispetto al "fratello maggiore" dacoromeno, alcuni linguisti sono inclini a considerare l'aromeno come una lingua romanza a sé, separata e allo stesso livello della famiglia romena e del dalmatico.
Il moldavo è considerato dalla maggior parte degli standard (Ethnologue-15) solo una variante del nome del romeno usato in Moldavia.

## Origini e struttura
Il primo documento scritto in romeno sopravvissuto fino alla nostra epoca è una lettera del 1521, chiamata Lettera di Neacșu. Si tratta di un messaggio inviato da Neacșu Lupu, mercante di Câmpulung, a Johannes Benkner, principe di Brașov, contenente un avvertimento circa un'imminente invasione turca della Transilvania e della Valacchia. Nella lettera risultano immediatamente evidenti i prestiti slavi, dovuti ai molti secoli di stretti contatti con gli Slavi, sebbene sia chiara la radice latina della lingua usata nella lettera.
Le parole di origine latina, secondo alcuni linguisti, rappresenterebbero l'82%, con una frequenza assoluta del 60%. Tra le 112 unità di testo, 47 parole di origine latina possono anche essere trovate in altre 7 lingue romanze.
Secondo un'altra fonte, oggi il lessico romeno conterrebbe l'80% di elementi latini ed elementi di altre lingue secondo il seguente schema:
- 80,57% parole di origine latina o romanza
  - 39,24% ereditato dal latino, la maggior parte del vocabolario di base
  - 22,12% dal francese (specialmente nel linguaggio tecnico)
  - 15,26% prestiti dal latino (vocaboli eruditi)
  - 3,95% dall'italiano
- 10,17% di origine slava
  - 6,18% slavo ecclesiastico antico
  - 2,6% bulgaro
  - 1,12% russo
  - 0,85% serbo-croato
  - 0,23% ucraino
  - 0,19% polacco
- 2,54% di origine germanica
  - 2,47% tedesco
  - 0,07% inglese (in rapida crescita)
- 1,7% greco moderno
- 1,43% ungherese
- 0,96% substrato probabilmente daco
- 0,73% turco
- 0,19% onomatopea
- 2,71% incerta od origine sconosciuta

Fra tutte le lingue romanze, il romeno presenta un'evoluzione maggiormente naturale; ha infatti un carattere piuttosto popolare poiché non è stata interrotta nel suo sviluppo da una letteratura classica in senso stretto; questo spiega, fra l'altro, il fatto che questa lingua possieda una quantità importante di vocaboli e forme latine che nelle altre lingue romanze non esistono più.

## Variazioni dialettali
Il romeno ha più dialetti. Tutti sono simili alla lingua ufficiale, essendo minimali le differenze. Cambia spesso il suono di alcune vocali prendendo una forma gutturale. Un'altra differenza può essere l'aggiunta di una vocale.

### Il munteno
Questa è la parlata che somiglia di più alla lingua ufficiale. La differenza principale è la scomparsa della lettera l nell'articolo. Si parla nelle regioni storiche di Muntenia e Dobrugia. Le più importanti forme regionali sono:
- dă al posto di de ‘di’
- pă al posto di pe ‘su, a’
- amu e acuma al posto di acum ‘adesso’ (acu', acum apocopata)
- aicea al posto di aici ‘qui’ (variante: aicișa, acilea)
- nimenia al posto di nimeni ‘nessuno’

### L’olteno
Questa varietà si parla nella regione storica dell’Oltenia. Ciò che la distingue dal munteno è l’uso del passato remoto che alterna il passato prossimo nel linguaggio corrente. Il passato remoto viene usato per un’azione appena compiuta, mentre il passato prossimo si usa in tutte le altre azioni passate da almeno un’ora. Per questo tempo verbale in Oltenia c’è una forma speciale per il verbo a fi ‘essere’, quindi il passato remoto ha due forme (l’altra omette la sillaba centrale -se-):
- eu fui / fusei = fui
- tu fuși / fuseși = fosti
- el fu / fuse = fu
- noi furăm / fuserăm = fummo
- voi furăți / fuserăți = foste
- ei fură / fuseră = furono

### Il banatico
Questo è della regione storica del Banato. La caratteristica principale è la modifica della ț in c palatale (come in «cielo»): ad esempio la parola țuică ‘acquavite’ in romeno standard si pronuncia /ts'uikə/, nel Banato si pronuncia /tsi'uika/;
romeno standard fecior → banatico fișior (fiscior).
Dal ce faci ‘che fai’ diventa șe fași ‘sce fasci’

### L'ardealiano
Questo si parla nelle regioni storiche di Ardeal e Crișana (queste due regioni insieme al Maramureș e al Banato formano la Transilvania). Le caratteristiche dell'ardealiano:
- l'accento e la pronuncia delle parole e frasi sono influenzati dalla lingua ungherese
- generalmente si parla con molta lentezza
- la parola no
- la parola "uite" (guarda) viene abbreviata "ui"
- l’a che a volte diventa o
  - esempio: a fost → o fost ‘è stato’
- l'aggiunta della vocale i
  - esempio: unde → undie oppure "une"

### Il moldavo
È il dialetto più lontano dalla lingua ufficiale. Si parla nelle regioni di Moldavia e Bessarabia (perlopiù occupata dall'attuale stato di Moldavia). Le sue caratteristiche sono:
- la pronuncia del gruppo ci come și (o ș alla fine della parola)
  - esempio: ce faci? → și fași? ‘che fai’; da /t͡ʃe fat͡ʃi/ diventa /ʃi faʃi/
- la e diventa i (specialmente alla fine della parola)
  - esempio: bine → bini
- il gruppo pi diventa chi
  - esempio: spinare → schinari ‘schiena’
- il dittongo ea diventa e (caratteristica presente anche nei dialetti della Transilvania)
  - esempio: vedea → vide ‘vedere’
- a volte, la vocale e, dopo la consonante s o z, scompare o si trasforma in a o ă
  - seară → sară ‘sera’
  - mătase → mătasă ‘seta’
  - zeamă → zamă ‘zuppa’

## Caratteristiche evolutive
Alcuni dei principali cambiamenti fonetici:
- Lat. qu diventa p o c: aqua → apă (acqua); qualitas → calitate (qualità); quis → ce (che)
- dittongazione di e e o
  - lat. cera → rom. ceară (cera)
  - lat. sōle → rom. soare (sole)
- iotacismo [e] → [ie] a inizio parola
  - lat. herba → rom. iarbă (erba)
- velare [k ɡ] → labiale [p b m] prima di consonante alveolare e [w] (esempio: ngu → mb):
  - lat. octo → rom. opt (otto)
  - lat. lingua → rom. limbă (lingua)
  - lat. signum → rom. semn (segno)
  - lat. coxa → rom. coapsă (coscia)
- rotacismo [l] → [r] tra vocali
  - lat. caelum → rom. cer (cielo)
  - lat. mel, -lis → rom. miere (miele)
- Alveolare [d t] → [z s] prima di [e] o [iː]
  - lat. deus → rom. zeu (dio)
  - lat. tenēre → rom. a ține (tenere)

## Lingue affini
Fra le lingue affini e dialetti interni alla lingua romena sono da segnalare la lingua aromena (o macedoromeno), la lingua meglenoromena (o meglenitico), parlata in Grecia nell'area di Salonicco e in Macedonia del Nord, e la lingua istroromena (o istroromeno), parlata nella penisola istriana, oggi in via di estinzione. Il moldavo invece, da alcuni standard (Ethnologue-15, ma non ISO639-3), non è considerato una lingua a sé, ma una variante nel nome del romeno usato in Moldavia.

## Fonologia

### Vocali
La lingua romena ha sette fonemi vocalici:
|        | Anteriori | Centrali | Posteriori |
| ------ | --------- | -------- | ---------- |
| Chiuse | i         | ɨ        | u          |
| Medie  | e         | ə        | o          |
| Aperte |           | a        |            |

### Semivocali
Nella lingua romena esistono quattro semivocali /e̯/, /i̯/, /o̯/, /u̯/:
- /e̯/ ad esempio in seară ("sera")
- /i̯/ ~ /j/ ad esempio in miere ("miele")
- /o̯/ ad esempio in moarte ("morte")
- /u̯/ ~ /w/ ad esempio in ziua ("giorno")

Le semivocali /e̯/ ed /o̯/ precedono sempre la vocale del dittongo, mentre /i̯/ e /u̯/ la possono precedere o seguire, costituendo dunque dittonghi ascendenti e discendenti.

### Consonanti
|               | Bilabiali | Labiodentali | Dentali | Postalveolari | Velari | Glottali |
| ------------- | --------- | ------------ | ------- | ------------- | ------ | -------- |
| Nasali        | m         |              | n       |               |        |          |
| Occlusive     | p b       |              | t d     |               | k ɡ    |          |
| Affricate     |           |              | ts      | tʃ dʒ         |        |          |
| Fricative     |           | f v          | s z     | ʃ ʒ           |        | h        |
| Vibranti      |           |              | r       |               |        |          |
| Approssimanti |           |              | l       |               |        |          |

## Alfabeto e pronuncia
L'alfabeto romeno contiene 31 lettere. Nella tabella sotto si spiega la pronuncia puntuale di ogni suono, digrafo e/o combinazione particolare.
| Lettera o digrafo | Trascriz. IPA | Spiegazione |
| ----------------- | ------------- | --- |
| a                 | /a/           | È una "a" di albero. |
| ă                 | /ə/           | È una vocale neutra, cioè la schwa, ottenibile immaginando di declamare le consonanti dell'alfabeto ("a, bi, ci, di, e, effe, gi...") senza il nome della lettera e conservando solo il suono ("a, b, c, d, e, f, g..."). Questo suono, per esempio, si può trovare a fine parola, e.g. galeră, lanternă, romanică (romanica), limbă (lingua), ăsta (questo). Volendo, si può pensare come una "a" molto ridotta, lenita e defonologizzata. |
| â; î-, -î         | /ɨ/           | È una "i" di pila, ma non con la punta della lingua vicino al palato, ma con il dorso della lingua volto vicino all'incavo del palato. Il suono, presente anche in russo e polacco ("y"), si approssima bene immaginando di pronunciare la "i" tenendo una penna tra i denti, come un cane che tiene un osso tra le fauci. Questa lettera si trova sempre all'interno della parola. Se a inizio o alla fine, si scrive î per ragioni meramente estetiche. Un esempio è "în" (in). Notare gli accenti circonflessi, che mostrano bene come il suono sia una vocale centrale e non anteriore o posteriore. Di contro, lo svolazzo sopra la "a" segnala il fatto che la vocale è neutra, è una sorta di "a" lenita. In tedesco, norvegese e medio inglese la schwa si trova nella -e non accentata. Infine, prima di una riforma ortografica del 1904, la vocale alta centrale era rappresentata da 5 lettere tutte con l'accento circonflesso: â, ê, î, ô (rara), û. Durante il governo comunista, dal 1953 al 1993, venne imposta in ortografia solo la î: fu successivamente stabilito che la â sarebbe rimasta solo nel nome "România". Questa riforma è stata abolita e dal 1993 restano solo -â-, î. |
| e; e-             | /e/; /je/-    | È una "e" di meringa. In poche parole in romeno, a inizio parola diventa un dittongo, una "ie" di iena: el, ei, este, eram... Un buon dizionario disambigua la pronuncia irregolare a inizio parola. Anticamente si usava pure una ĕ pronunciata sempre come vocale neutra /ə/ ma che disambiguava molto bene l'etimologia: se la vocale neutra in latino derivava da un'antica "a", si usava ă; se derivava da un'antica "e", si usava ĕ, e.g. împărat < împĕrat < imperator. |
| i                 | /i/; /j/-     | È una "i" di pila, vocale anteriore. |
| o                 | /o/           | È una "o" di occhio, vocale arrotondata/procheila. Una vocale arrotondata si pronuncia cioè con le labbra arrotondate fino a formare un cerchiolino, senza per forza sporgerle verso l'esterno. Anticamente si usava una "ó" /oa/ per indicare che l'odierno dittongo "oa" derivava da una parola latina con la vocale "o" /o/ che successivamente è stata mutata in un dittongo, e.g. foarte < fórte < forte. |
| u; ü              | /u/; /y/      | È una "u" di ultimo, vocale arrotondata. In rari prestiti dal francese e in parole tedesche con "ü" (l'umlaut/dieresi/tréma sulla "u"), se si ricalca in modo fedele la pronuncia originale, diventa una "i" di piccolo ma arrotondata (i parlanti incolti possono approssimarla e accomodarla come il dittongo /ju/). Anticamente, era pure presente la vocale -ŭ, perlopiù muta e usata solo a fine parola. Se pronunciata, di solito rappresentava i dittonghi "eu, au", anticamente scritti "eŭ, aŭ". Oggi si vede talvolta nella grafia antica del nome di un famoso poeta simbolista romeno vissuto tra Ottocento e Novecento, Mateiu Caragiale (Mateiŭ Caragiale), autore del "Craii de Curtea-Veche" (1929). |
| b                 | /b/           | È una "b" di balena, consonante sonora. Una consonante si dice "sonora" se il palmo della mano intorno alla gola sente le vibrazioni delle corde vocali. Si paragonino "fffff" e "ssss" con "mmm" e "vvvvv". |
| ca, co, cu        | /k/-          | È una "c" di cane, consonante sorda. |
| ce, ci            | /t͡ʃ/-         | È una "ci" di cielo, consonante sorda. La pronuncia cambia a causa di una palatalizzazione innescata dalla presenza delle due vocali anteriori -e, -i. La palatalizzazione è presente pure in italiano, francese, spagnolo (ma non con la lettera "g"), portoghese, inglese, polacco. Se la parola finisce in -ci non accentata, la /i/ può cadere in pronuncia. In più, nella grafia arcaica, le parole che finivano in -ci (e altre ancora in -i) venivano scritte come -cĭ, in cui il diacritico sulla "i" rimarcava la palatalizzazione (e.g. grecĭ, lupĭ, > greci, lupi). Oggi la -ĭ non fa più parte dell'alfabeto. Infine, nelle combinazioni -cce- e -cci-, la doppia si pronuncia /kt͡ʃ/: è come se si dividesse in due, con il secondo suono palatalizzato. Tutte le altre combinazioni non esistono in romeno, eccetto nei prestiti. "cc" è l'unico raddoppio presente in parole romene che non sono prestiti. |
| che, chi          | /k/-          | È una "che" di chela, consonante sorda. La "h", come in italiano, è un espediente ortografico che segnala l'assenza della palatalizzazione. |
| d                 | /d/           | È una "d" di dente, consonante sonora. |
| f                 | /f/           | È una "f" di farfalla, consonante sorda. |
| ga, go, gu        | /g/-          | È una "g" di galera, consonante sonora. |
| ge, gi            | /dʒ/-         | È una "ge" di gelato, consonante sonora. Anche qui, come in italiano e altre lingue, avviene una palatalizzazione. Se la parola finisce in -gi non accentata, la /i/ può cadere in pronuncia. La "gg" doppia non esiste in romeno. |
| ghe, ghi          | /g/-          | È una "ghi" di ghiro, consonante sonora. Anche qui, la "h" segnala tramite grafia l'assenza della palatalizzazione. |
| h; -h             | ~/h/; -/x/    | È un'aspirazione sorda, come nell'inglese "have" e in tedesco (in molte altre lingue, come italiano, spagnolo, portoghese, catalano e francese, è muta). L'aspirazione viene plasmata in base alla vocale successiva. Il caso più eclatante è quello di /u/: qui la /h/ si rimodella in una /x/, cioè una "c" di cane senza contatto tra organi. Lo stesso suono si sente se "h" è a fine parola. Attenzione ai digrafi ch- e gh-. |
| j                 | /ʒ/           | È una "gi" di giorno, sonora e senza contatto tra organi. Lo stesso suono è presente pure in francese e in arabo standard colloquiale. |
| k                 | /k/           | È una "k" di koala, consonante sorda. Si trova in prestiti linguistici. |
| l                 | /l/           | È una "l" di leva, consonante sonora. |
| m                 | /m/           | È una "m" di mano, consonante sonora. Nella combinazione -mf-, per un fenomeno di assimilazione la /m/ muta nel suono labiodentale /ɱ/: è cioè una "m" pronunciata con gli incisivi dell'arcata superiore a contatto con il labbro inferiore, come nell'italiano anfora. |
| n                 | /n/           | È una "n" di nave. Nelle combinazioni -nc-, -ng- e -nh-, la /n/ sempre per assimilazione si accomoda alla consonante seguente e si rimodella in una /ŋ/: è cioè una /n/ pronunciata non con la punta della lingua, ma con il dorso della lingua, come nell'italiano panca e fango. Si ottiene dunque /ŋk/, /ŋg/ e la pronuncia fissa /ŋx/. Non avvengono nasalizzazioni, come in portoghese e francese. |
| p                 | /p/           | È una "p" di palla, consonante sorda. |
| q(u)-             | /k/           | È una "c" di cane, consonante sorda. Si trova in prestiti linguistici e solitamente è seguita da un dittongo che inizia con "u". Siccome i prestiti sono perlopiù spagnoli e francesi, la "u" nel dittongo non si pronuncia. Se in più il prestito è francese e finisce in -que, si sente solo la -/k/ (e.g. époque, Monique). |
| r; -r-            | /r/; -/ɾ/-    | È una "r" di parco, consonante sonora. Se a inizio e fine parola, è polivibrante; se intervocalica e prevocalica, si riduce in una "r" monovibrante come nell'italiano arare e nell'inglese statunitense city, better. In romeno non esiste "rr", reperibile solo in prestiti. |
| s                 | /s/           | È una "s" di senza, consonante sorda. |
| ș                 | /ʃ/           | È una "sci" di scienza, consonante sorda. Per scriverla, i romeni usano una sola lettera, la "s", che però è modificata con il gancetto o virgoletta in basso. Non è una cedilla direttamente attaccata alla lettera, da cui si otterrebbe la variante ş. Quest'ultima è diffusa ma, in una visione prescrittiva (e non descrittiva) della lingua, è una grafia scorretta. La variante è nata per la mancanza della virgoletta in basso nei font per computer, per la mancanza di una standardizzazione iniziale e forse anche per la somiglianza dei due diacritici. Anche la variante "sh", comoda da scrivere e diffusa, è considerata scorretta. |
| t                 | /t/           | È una "t" di tavolo, consonante sorda. |
| ț                 | /ts/          | È una zz di quando devi dire pizza |
| v                 | /v/           | È una "v" di vela, consonante sonora. |
| w                 | /w/-, /v/-    | È una "u" di quaglia, cioè la semivocale alta arrotondata /w/-, oppure una "v" di vela, consonante sonora. Si trova in prestiti linguistici laddove nel prestito è presente un dittongo e la pronuncia corretta deriva dal prestito. Per esempio, se il prestito deriva dal tedesco, sarà /v/. |
| x                 | /ks/; -/gz/-  | A inizio e fine parola (tranne nei prestiti francesi, in cui è muta) e in posizione preconsonantica (e.g. xenofobia, expresie) è una "cs" di clacson: è un cluster consonantico a due membri sordo. Se intervocalica, si sonorizza in /gz/. |
| y                 | /j/-          | È una "i" di iena, cioè la semivocale alta /j/-. Si usa in prestiti linguistici laddove nel prestito è presente un dittongo. |
| z                 | /z/           | È una "s" di senza ma sonorizzata, cioè con l'aggiunta delle vibrazioni delle corde vocali. In alternativa, si può pensare come una "z" di zanzara sonora ma senza contatto tra organi. Questo suono è presente pure in portoghese, francese e in arabo standard. Anticamente, si usava una lettera d̦ (una "d" con un punto sotto) pronunciata come /z/ per indicare come il suono /z/ derivava da una parola latina che iniziava in /d/ poi lenita, e.g. zece (dieci) < d̦ece < decem; zi < d̦i < dies. |

In conclusione, si aggiunge che nelle parole ortograficamente identiche ma con diversa posizione dell'accento tonico (si pensi all'italiano "ancóra" VS "àncora" o "calamìta" VS "calamità"), si può usare un accento acuto per disambiguare il significato, e.g. cópii ("le copie") VS copíi ("bambini"), éra ("l'era") VS erá ("era"), ácele ("aghi") VS acéle ("questi") e încúie ("lui rinchiude") VS încuié ("lui rinchiuse"). A volte questi accenti acuti invece derivano dal fatto che la parola è un prestito e dunque riflettono la conservazione della grafia originale, e.g. bourrée.
Si aggiunge pure che in romeno colloquiale esiste un click (cioè un suono prodotto senza flusso d'aria dai polmoni) presente pure in italiano: "tsk-tsk", equivalente a una "ci" di ciao ma pronunciata immaginando di succhiare la punta della lingua. Il click, scritto "nț" se singolo, si usa per dire di no ("nu") insieme all'esclamazione îm-îm o m-m, non più click e corrispondente all'italiano "mh-mh"; se i click sono due e scritti "tț", esprimono una generica disapprovazione.
Infine, un'ulteriore esclamazione è prodotta da una consonante sonora vibrante e bilabiale, cioè prodotta facendo vibrare entrambe le labbra: è /ʙ/, che alla lontana corrisponde all'italiano "brrrrr" per indicare il freddo pungente.
In romeno, l'accento tonico (copè in pronuncia) di solito si trova in fondo alla radice e non colpisce mai le vocali nella desinenza, inflessione ecc. Nella coniugazione dei verbi ci possono essere degli spostamenti di accento. Quello più noto e plateale è la terza persona singolare al presente e passato remoto, che crea pure un'omografia sbrogliata con l'accento (si può segnare pure se sulla vocale è già presente un diacritico. Semplicemente, l'accento acuto si segna sopra il diacritico).

## Grammatica

### Sostantivo
Ha tre generi: femminile, maschile e neutro.
Il romeno ha una grammatica particolare, diversa da quella delle lingue italo-occidentali: l'articolo determinativo si mette alla fine della parola; si parla quindi di articolo enclitico.
- Maschile singolare finito in consonante o in u:

-ul : omul (l'uomo)
-l : boul (il bue)
- Maschile plurale finito in consonante o in u:

-i : oamenii (gli uomini)
boii (i buoi)
- Maschile singolare finito in e:

-le : președintele (il presidente)
- Maschile plurale finito in e:

-i : președinții (i presidenti)
- Femminile singolare finito in ă:

-a : fata (la ragazza)
- Femminile plurale finito in ă:

-le : fetele (le ragazze)
- Femminile singolare finito in e:

-ea : marea (il mare)
Nota: mare (il mare) era neutro in latino, da allora il genere neutro si è estinto, perciò ora mare è maschile in italiano, femminile in romeno.
- Femminile plurale finito in e:

-le : mările (i mari)
In romeno esistono declinazioni per i casi dativo, genitivo e vocativo, diverse dalle forme per il nominativo e l'accusativo
| Caso       | Singolare (indefinito)   | Singolare (definito)    | Plurale (indefinito)         | Plurale (definito)              |
| Nominativo | om                       | omul                    | oameni                       | oamenii                         |
| Genitivo   | (a, al, ai, ale) unui om | (a, al, ai, ale) omului | (a, al, ai, ale unor) oameni | (a, al, ai, ale unor) oamenilor |
| Dativo     | unui om                  | omului                  | unor oameni                  | oamenilor                       |
| Accusativo | pe un om                 | pe omul                 | pe nişte oameni              | pe oamenii                      |
| Vocativo   | omule                    | omule                   | oamenilor                    | oamenilor                       |

| Caso       | Singolare (indefinito)     | Singolare (definito)        | Plurale (indefinito)       | Plurale (definito)            |
| Nominativo | fată                       | fata                        | fete                       | fetele                        |
| Genitivo   | (a, al, ai, ale unei) fete | (a, al, ai, ale unei) fetei | (a, al, ai, ale unor) fete | (a, al, ai, ale unei) fetelor |
| Dativo     | unei fete                  | fetei                       | unor fete                  | fetelor                       |
| Accusativo | pe o fată                  | pe fata                     | pe nişte fete              | pe fetele                     |
| Vocativo   | fato                       | fato                        | fetelor                    | fetelor                       |

Attenzione: i sostantivi maschili non articolati terminanti in consonante acquisiscono -ul/-ului quando articolati, ove la prima u non è parte dell'articolo ma parte del sostantivo e compare quando il sostantivo è articolato, per sostenere l'articolo enclitico -l/-lui:
- nom./acc. sing.: om > [omu] > omul;
-gen./dat. sing.: om > [omu] > omului.
Al contrario, i sostantivi femminili terminanti in -ă/-e quando non articolati, con l'articolo perdono la desinenza propria del sostantivo, sostituita dal quasi omofono articolo enclitico -a/-ei:
- nom./acc. sing.: fată > [fat] > fata;
- gen./dat. sing.: fete > [fet] > fetei. 

### Verbo
Il romeno ha otto modi verbali: indicativo, congiuntivo, imperativo, condizionale, gerundio, participio, supino e infinito. I verbi sono divisi in quattro coniugazioni, a seconda di come termina l'infinito: -a, -ea, -e, ed -i.
L'infinito del verbo si forma con la particella a ("di"), messa prima del verbo.
Esempio: a arunca (gettare)
- Indicativo (indicativ):

|                                    | eu             | tu             | el/ea         | noi            | voi             | ei/ele         |
| ---------------------------------- | -------------- | -------------- | ------------- | -------------- | --------------- | -------------- |
| Presente (prezent)                 | arunc          | arunci         | aruncă        | aruncăm        | aruncați        | aruncă         |
| Futuro (viitor)                    | voi arunca     | vei arunca     | va arunca     | vom arunca     | veți arunca     | vor arunca     |
| Futuro anteriore (viitor anterior) | voi fi aruncat | vei fi aruncat | va fi aruncat | vom fi aruncat | veți fi aruncat | vor fi aruncat |
| Passato remoto (perfect simplu)    | aruncai        | aruncași       | aruncă        | aruncarăm      | aruncarăți      | aruncară       |
| Passato prossimo (perfect compus)  | am aruncat     | ai aruncat     | a aruncat     | am aruncat     | ați aruncat     | au aruncat     |
| Imperfetto (imperfect)             | aruncam        | aruncai        | arunca        | aruncam        | aruncați        | aruncau        |
| Trapassato (mai mult ca perfect)   | aruncasem      | aruncaseși     | aruncase      | aruncaserăm    | aruncaserăți    | aruncaseră     |
- Congiuntivo (conjunctiv):

|                    | eu            | tu            | el/ea         | noi           | voi           | ei/ele        |
| ------------------ | ------------- | ------------- | ------------- | ------------- | ------------- | ------------- |
| Presente (prezent) | să arunc      | să arunci     | să arunce     | să aruncăm    | să aruncați   | să arunce     |
| Perfetto (perfect) | să fi aruncat | să fi aruncat | să fi aruncat | să fi aruncat | să fi aruncat | să fi aruncat |
- Condizionale (conditional):

|                    | eu            | tu            | el/ea         | noi           | voi            | ei/ele        |
| ------------------ | ------------- | ------------- | ------------- | ------------- | -------------- | ------------- |
| Presente (prezent) | aș arunca     | ai arunca     | ar arunca     | am arunca     | ați arunca     | ar arunca     |
| Perfetto (perfect) | aș fi aruncat | ai fi aruncat | ar fi aruncat | am fi aruncat | ați fi aruncat | ar fi aruncat |
- Imperativo (imperativ):

tu aruncă
voi aruncați

## Lessico

### Colori
| romeno      | italiano  |
| ----------- | --------- |
| negru       | nero      |
| alb         | bianco    |
| albastru    | blu       |
| roșu        | rosso     |
| galben      | giallo    |
| gri         | grigio    |
| verde       | verde     |
| portocaliu  | arancione |
| maro        | marrone   |
| mov, violet | viola     |

### Numeri
| 1  | unu   | 11 | unsprezece (unșpe) (lett. uno verso dieci) |
| 2  | doi   | 12 | doisprezece (doișpe)                       |
| 3  | trei  | 13 | treisprezece (treișpe)                     |
| 4  | patru | 14 | paisprezece (paișpe)                       |
| 5  | cinci | 15 | cincisprezece (cinșpe)                     |
| 6  | șase  | 16 | șaisprezece (șaișpe)                       |
| 7  | șapte | 17 | șaptesprezece (șaptișpe)                   |
| 8  | opt   | 18 | optsprezece (optișpe)                      |
| 9  | nouă  | 19 | nouăsprezece (noușpe)                      |
| 10 | zece  | 20 | douăzeci                                   |

## Frasario esemplificativo
"Romeno" (persona): "Român"
"Ciao": "Salut" o "Bună"
"Come stai?": "Ce mai faci?" (abbreviazione "Ce faci?")
"Come ti chiami?": "Cum te numești?" / "Cum te cheamă?"
"Arrivederci": "La revedere"
"Ci vediamo": "Pa" / "Ne vedem"
"Per piacere": "Vă rog frumos"
"Mi dispiace": "Îmi pare rău"
"Grazie": "Mulțumesc" / "Mersi"
"Prego": "Cu plăcere"
"Sì": "Da"
"No": "Nu"
"Non capisco": "Nu înțeleg"
"essere": "a fi" (sunt, ești, este / e, suntem, sunteți, sunt)
"avere": "a avea" (am, ai, are, avem, aveți, au)
"fare": "a face" (fac, faci, face, facem, faceți, fac)
"dire": "a zice" (zic, zici, zice, zicem, ziceți, zic)
"Dov'è il bagno?": "Unde este baia?"
"Parli italiano?": "Vorbești italiana?"
"Parla (Lei) italiano?": "Vorbiți italiana?"
"Complimenti": "Felicitări"
"Dove vai questa sera?": "Unde mergi în seara asta?"
"Io rimango a casa, ho tante cose da fare": "Eu rămân acasă, am multe lucruri de făcut"
"Ti amo": "Te iubesc"
"Andiamo a lavorare ": "Mergem să muncim"
"Ci sentiamo": "Ne mai auzim"
"felice": "fericit"
"bello": "frumos"
"brutto": "urât"
"lacrima": "lacrimă"
"casa": "casă"
"freno": "frână"
"monte": "munte"